# Halichoeres rubricephalus
Halichoeres rubricephalus Kuiter & Randall, 1995 è un pesce di acqua salata appartenente alla famiglia Labridae.

## Distribuzione e habitat
Proviene dalle barriere coralline dell'oceano Pacifico, in particolare da Flores, in Indonesia. Nuota tra i 10 e i 35 m di profondità in zone ricche di coralli.

## Descrizione
Presenta un corpo compresso lateralmente, allungato e leggermente più alto di altre specie. La testa ha un profilo appuntito. La lunghezza massima registrata è di 10 cm.
Il dimorfismo sessuale è molto marcato soprattutto nella colorazione: le femmine sono verdastre a strisce orizzontali arancioni, facilmente confondibili con molti altri labridi, mentre i maschi sono verdi, spesso scuri, con la testa rossa. Le pinne non sono particolarmente ampie e presentano sfumature blu e rossastre. La pinna caudale ha il margine arrotondato.

## Biologia
La biologia di questa specie non è nota perché ancora poco studiata.

## Conservazione
Questa specie viene classificata come "dati insufficienti" (DD) dalla lista rossa IUCN perché il suo areale è molto ristretto, e ciò, insieme alla cattura per l'allevamento in acquario, potrebbe rappresentare un pericolo per la specie, ma non ci sono informazioni certe.